# Уайт-Глаз, Алисса
Алисса Уайт-Глаз (англ. Alissa White-Gluz; род. 31 июля 1985, Монреаль, Квебек, Канада) — канадская певица и автор песен.

## Детство
Родилась 31 июля 1985 года в Монреале. Выросла в еврейской семье.

## Карьера
В 2004 году была сформирована группа The Agonist, но их дебют произошёл в 2007, когда группа подписала контракт с Century Media. До этой группы Алисса в возрасте 17—18 лет участвовала в совершенно другой, схожей по стилю с Opeth.
Примечательностью вокала Алиссы является то, что её голос варьируется от брутального рыка Ангелы Госсов до чистого голоса, схожего с голосом Эми Ли из Evanescence.
Благодаря таланту Алиссы группа The Agonist получила ряд престижных номинаций, а известный американский журнал Revolver наградил Алиссу званием «одной из самых горячих цыпочек в метале». На песню «Business Suits And Combat Boots» было снято профессиональное видео известным режиссёром Дэвидом Бродски (All That Remains, GWAR, The Red Chord). Тексты песен пропитаны проблемами современного общества и затрагивают такие важные темы, как безнаказанные опыты над животными, наркоманию, борьбу за сохранение окружающей среды и бесчеловечность к себе подобным и животным, живущим рядом с нами.
В 2006 году Алисса участвовала в «Canadian Idol» со своим другом, но она покинула шоу, чтобы продолжить свою музыкальную карьеру в The Agonist.
Алисса участвовала в кинопроекте короткометражного фильма под названием «dec 27», где она играла девушку Джули, которая пытается спасти своего бойфренда в городе, заражённом зомби.
В 2009 году журнал «Revolver» признал Алиссу самой сексуальной девушкой в металле, а также устроил для неё фотосессию.
Алисса: «Женщина посчитает себя красивой только тогда, когда она будет убеждать себя в собственной красоте. Говорить себе о том, что красива, и верить в это. Я говорю это, потому что большинство женщин имеет привычку считать себя уродинами по сравнению с другими женщинами».
Для меня понятие «сексапильная женщина» складывается из огромного множества составляющих, при этом физическая привлекательность далеко не в приоритете. В этом деле, в моём понимании, важен ум, талант, сама личность, умение сопереживать, привлекательность может определять даже голос человека.
В журнале «Revolver» 2007 было сказано, что для Алиссы самым сексуальным мужчиной в металле является Алекси Лайхо (Children of Bodom).
В 2011 году Алисса победила в номинации «Самая сексуальная вегетарианка года», обойдя в этой номинации Натали Портман и Энн Хэттуэй.
В 2012 году Алисса вновь украсила журнал «Revolver».
В январе 2012 года Алисса приняла участие в телепередаче «MTV 's Made» в качестве преподавателя экстрим вокала.
28 сентября 2012 года Алисса вместе с вокалисткой группы Amaranthe Элиз Рид, которая на текущий момент была сессионной вокалисткой группы Kamelot, «выручила» группу Nightwish в Денвере в связи с тем, что Анетт Ользон попала в больницу, буквально за несколько часов до начала концерта.

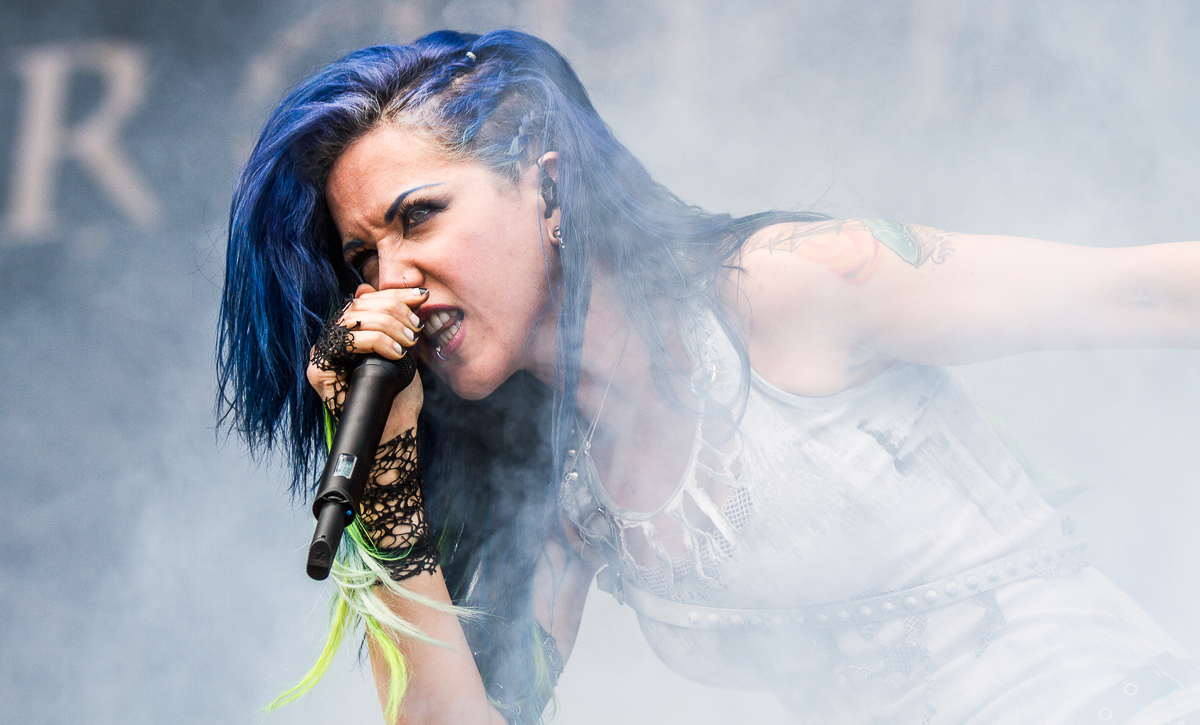
Алисса во время выступления на Nova Rock 2014 в составе Arch Enemy, 2014 год

17 марта 2014 года было объявлено, что Ангела Госсов покидает «Arch Enemy», и её место займет Алисса.

Из интервью с Алиссой:

В том, чтобы присоединиться к «Arch Enemy», я вообще не колебалась. Ангела так верила в меня и так меня поддерживала, что я знала — я могу это сделать. Безусловно, это непростая задача, и я делаю, что могу; но я знаю, что сейчас самое подходящее время для подобных изменений и я готова принять этот вызов. Парням из моей прошлой группы, разумеется, не особо понравилась эта идея, поэтому они вытурили меня из группы, как только я рассказала им о своём новом соглашении. Я планировала остаться в обеих группах, и я вполне в состоянии исполнять двойные обязанности, но мне не дали права голоса, так что теперь я целиком сосредоточусь на Arch Enemy.
Алисса активист PETA, она борется за права животных и окружающей среды.
Также Алисса, как активист РЕТА, получила награду Libby за свою работу в международной компании, выступающей против охоты на канадских тюленей.
Алисса: «Ужаснувшись, столкнувшись с безразличием к страданиям животных, я начала следить за переменами в системе легализующей эксплуатацию животных. Я прочла дюжину научных трудов и слежу за финансовыми программами. И чем больше я узнавала, тем больше понимала, что сама являюсь частью проблемы до тех пор, пока не начну бороться против неё. Я бы не смогла убить животное — даже если бы от этого зависела моя жизнь. Промышленное производство уничтожает животных, словно предметы потребления. Курам ломают их шеи, свиней уродуют (отрубают хвосты, кастрируют без анестезии). И так получается, что эти животные „живут“ в грязных клетках, в которых их мучают, в которых они барахтаются в собственных испражнениях, на пару с трупами тех зверюшек, которые погибли, не пережив „фазу роста“. Фермы это рассадник болезни угрожавшей домашнему скоту и людям, тут можно вспомнить куриный и свиной грипп».

## Личная жизнь
С 13 лет Алисса является веганом, она не употребляет пищу животного происхождения, по причине того, что вся её семья вегетарианцы. Атеистка.
С 2014 года Алисса находится в отношениях с Дойлом Вольфгангом фон Франкенштейном (The Misfits).
Джудит Уайт (мать Алиссы) о Дойле: "Он очень приятный в общении мужчина, ну прям сказочный. Я считаю его одним из самых недооценённых музыкантов, при этом как человек, он по своему характеру очень мягкий и вежливый. Но вместе с тем по жизни, этот мужчина крайне серьёзный".
Дойл о своём знакомстве с Алиссой: "В 2013 году я был на гастролях с DANZIG, а она проводила первую часть тура со своей старой группой [THE AGONIST]. Я познакомился с ней в первый день того тура, и мгновенно прикипел. Больше ни о ком думать не мог, и до сих пор не думаю. Для меня она настоящая Королева Метала. То, как она поёт, равных в этом стиле ей просто не существует".